# 国際活動教育隊
国際活動教育隊（こくさいかつどうきょういくたい、International Peace Cooperation Activities Training Unit:IPCATng）は、陸上自衛隊駒門駐屯地（静岡県御殿場市）に駐屯する陸上総隊隷下の教育部隊である。

## 概要
陸上自衛隊の国際平和協力活動等に関する教育・訓練・研究を行う部隊であり、陸上自衛隊の隊員に対して海外での活動に必要な知識や技能を教育することを任務とする。隊長はその任務の特性上普通科連隊長もしくはこれに準じた勤務経験を有する1等陸佐（二）が充てられる。

## 沿革
- 2007年（平成19年）3月28日：中央即応集団直轄部隊として国際活動教育隊が駒門駐屯地において編成完結。駒門駐屯地司令職務担任部隊に指定。
- 2018年（平成30年）3月27日：中央即応集団廃止に伴い、国際活動教育隊が陸上総隊直轄に編成替え。
- 2019年（平成31年）3月26日：駒門駐屯地司令職務を機甲教導連隊に移管[1]。

## 部隊編成
- 国際活動教育隊本部
- 共通教育科・・・国際任務要員に対してPKO任務・ROE（部隊行動基準）や語学・法規を教育。
- 評価支援科・・・国際緊急援助隊待機部隊や国際活動指定部隊に対して、巡回訓練支援・評価支援を行う。
- 研究科・・・PKOに関する訓練課程や装備を研究。
- 教育支援小隊

車両の部隊表示「国際教」

## 主要幹部
| 官職名           | 階級    | 氏名   | 補職発令日     | 前職                          |
| ---------------- | ------- | ------ | -------------- | ----------------------------- |
| 国際活動教育隊長 | 1等陸佐 | 曽根勉 | 2024年03月18日 | 統合幕僚学校教育課第2教官室長 |

| 代 | 氏名     | 在職期間                        | 前職                                 | 後職                                               |
| -- | -------- | ------------------------------- | ------------------------------------ | -------------------------------------------------- |
| 01 | 軽部真和 | 2007年03月28日 - 2009年03月25日 | 第5旅団司令部第3部長                 | 陸上幕僚監部総括副法務官                           |
| 02 | 秋葉瑞穂 | 2009年03月26日 - 2012年03月29日 | 東部方面総監部防衛部防衛課長         | 東部方面総監部人事部長                             |
| 03 | 伊﨑義彦 | 2012年03月30日 - 2013年08月21日 | 第16普通科連隊長 兼 大村駐屯地司令   | 中央即応集団司令部幕僚長 兼 座間駐屯地司令         |
| 04 | 古庄信二 | 2013年08月22日 - 2015年07月14日 | 第37普通科連隊長 兼 信太山駐屯地司令 | 中央即応集団司令部付 兼 派遣海賊対処行動支援隊勤務 |
| 05 | 野村昌二 | 2015年08月01日 - 2017年11月30日 | 第6普通科連隊長 兼 美幌駐屯地司令    | 中部方面総監部付                                   |
| 06 | 佐藤和之 | 2017年12月01日 - 2019年12月19日 | 陸上自衛隊研究本部研究員             | 第6師団司令部幕僚長                                |
| 07 | 横山裕之 | 2019年12月20日 - 2022年07月31日 | 第32普通科連隊長                     | 統合幕僚監部総務部総務課 連絡調整業務室長          |
| 08 | 西村修   | 2022年08月01日 - 2024年03月17日 | 自衛隊山口地方協力本部長             | 第19普通科連隊長                                   |
| 09 | 曽根勉   | 2024年03月18日 -                | 統合幕僚学校教育課第2教官室長        |                                                    |